# Tschabuschnig

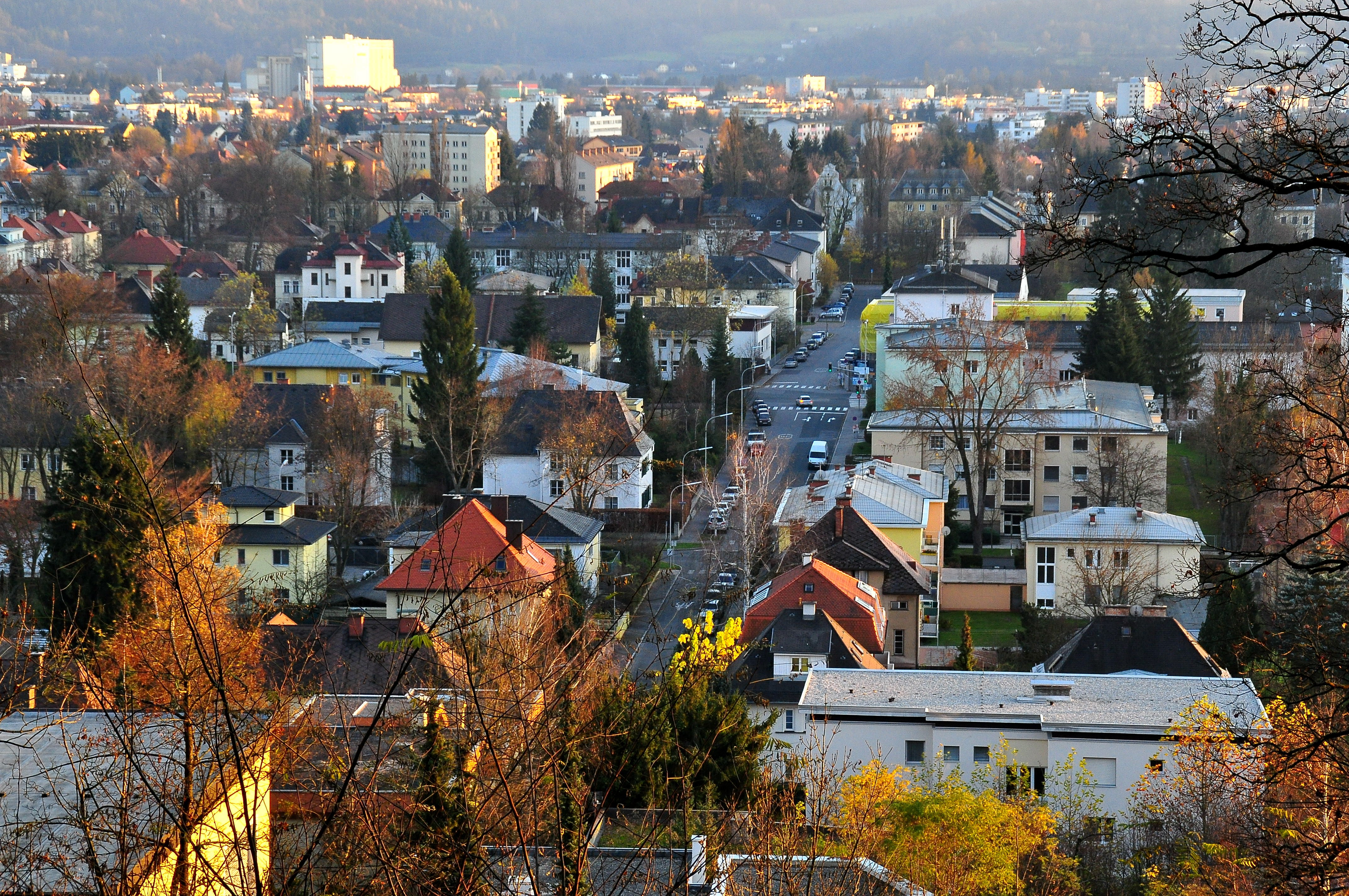
Adolf-Tschabuschnigg-Straße in Klagenfurt

Tschabuschnig ist ein Kärntner Familienname.

## Herkunft und regionale Verteilung
Der Name ist ein im österreichischen und süddeutschen Sprachraum in mehreren Abwandlungen seltener, aber bis heute gebräuchlicher Familienname. Er wurde vor dem Adelsaufhebungsgesetz auch als Adelstitel, von Tschabuschnig, geführt. Die Namensträger stammen zumeist aus einer kärntnerischen, 1715 in den Reichsritterstand erhobenen Familie. Der Name Tschabuschnig tritt vor allem im Villacher Land auf. Von untergeordneter Bedeutung ist die Namenshäufigkeit in Wien, Weiz und Knittelfeld. In weiteren Teilen Österreichs ist der Name nicht vertreten.

## Varianten
Weitere Schreibweise ist (von) Tschabuschnigg. Der bairische Ast der Adelsfamilie schreibt sich als Zabuesnigg oder ebenfalls ohne Doppelkonsonant in der Form Zabuesnig (Vorkommen im Augsburger und Kulmbacher Raum.)

## Namensträger

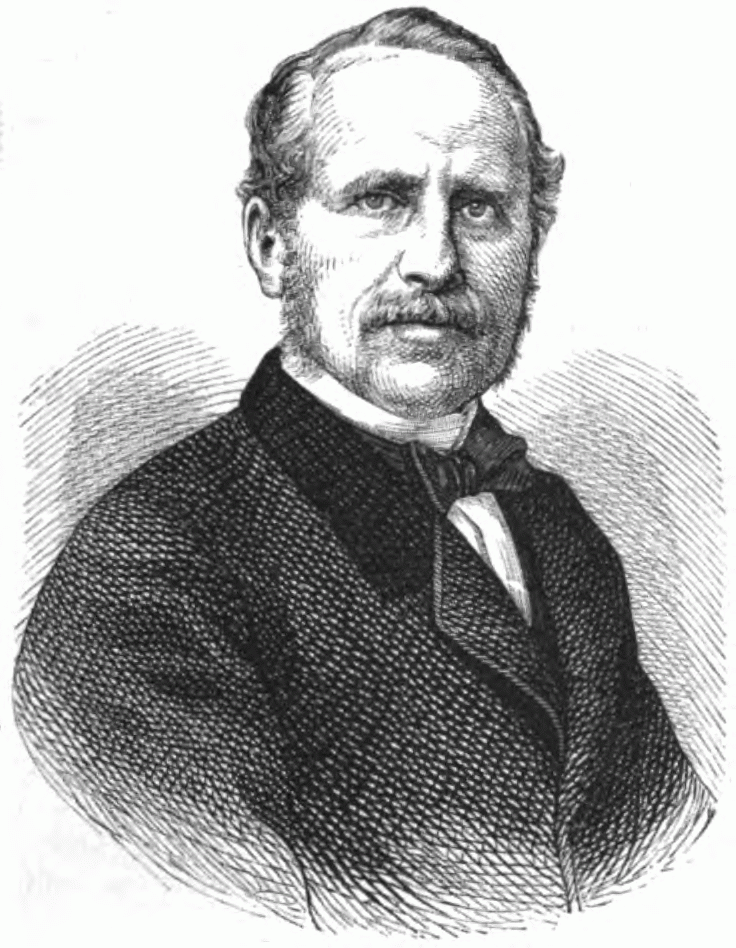
Adolf Tschabuschnigg

- Adolf von Tschabuschnigg (1809–1877), österreichischer Jurist, Schriftsteller und Politiker, Landtagsabgeordneter
- Georg Wolfgang von Tschabueschnig (1675–1740), österreichischer Richter[2]
- Günther Tschabuschnig (* 1982), österreichischer Informatiker